# Pseudopityophthorus minutissimus
Espèce
Pseudopityophthorus minutissimus (le scolyte du chêne) est une espèce d'insectes coléoptères de la famille des Curculionidae, originaire d'Amérique du Nord.
Ce scolyte est un ravageur des chênes (Quercus spp.). C'est l'un des vecteurs d'un champignon phytopathogène, Ceratocystis fagacearum (Ascomycètes), agent du flétrissement du chêne en Amérique du Nord.

## Synonymes
- Crypturgus minutissimus (Zimmerman)
- Pseudopityophthorus minutissimus (Zimmerman)

## Distribution
L'aire de répartition de Pseudopityophthorus minutissimus se limite à la partie est de l'Amérique du Nord et comprend au Canada les provinces de l'Ontario et du Québec, et aux États-Unis les États de Floride, Louisiane, Maine, Minnesota, Missouri, Virginie-Occidentale et Wisconsin..